# Hiptage glabrifolia
Hiptage glabrifolia är en tvåhjärtbladig växtart som beskrevs av William Grant Craib. Hiptage glabrifolia ingår i släktet Hiptage och familjen Malpighiaceae. Inga underarter finns listade i Catalogue of Life.